# Haus Tillery
Das Haus Tillery befindet sich in Bremen, Stadtteil Burglesum, Ortsteil St. Magnus, Auf dem Hohen Ufer 35 / Raschenkampsweg. Das Wohnhaus entstand um 1870. 
Es steht seit 2010 als Bestandteil der Denkmalgruppe Knoops Park unter Bremer Denkmalschutz.

## Geschichte
Das ein- bis zweigeschossige, verklinkerte Haus mit Krüppelwalmdach wurde um 1870 in der Epoche des Historismus in einer L-Form für den  Obergärtner Tillery als Wohn- und Gärtnerhaus gebaut. Markant sind die Türen und Fenster mit der Sprossenteilung in der Form von Rauten. Es gehört mit den Torhäusern Auf dem Hohen Ufer Nr. 10 und 32 zum ältesten Bestand von Knoops Landgut Mühlenthal. In der Nähe befindet sich Haus Kränholm.

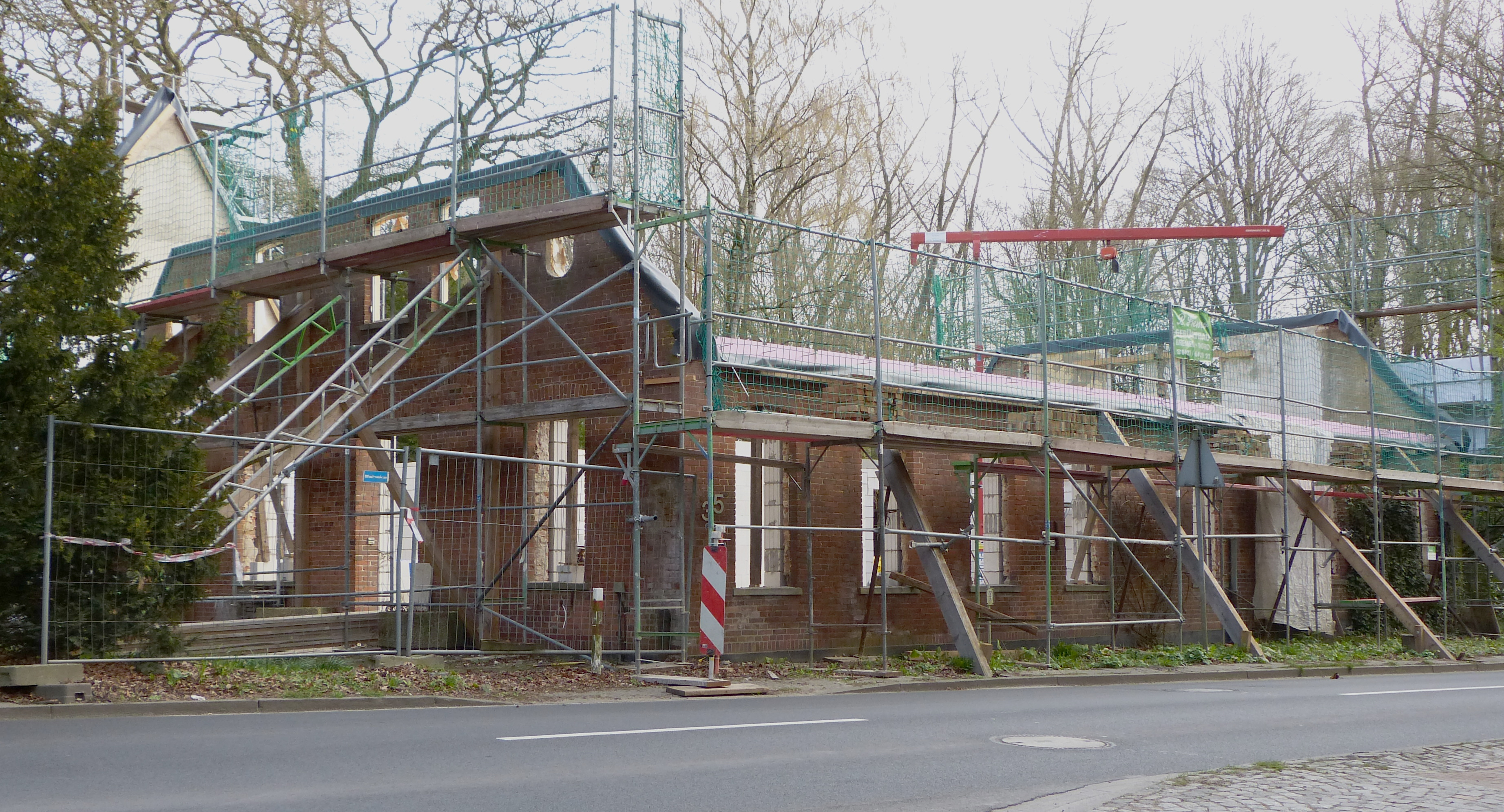
Restaurierung April 2012

Während des Umbaus zum Café wurde 2011 erkannt, dass das scheinbar gut erhaltene Gebäude in Teilen so marode ist, dass es bis auf die Außenmauern abgerissen und rekonstruiert werden muss.
Heute (2018) wird das Haus als Kunstcafé genutzt in Verbindung mit dem Restaurant Kränholm und der Scheune als Veranstaltungsraum sowie einem benachbarten Skulpturengarten. Die Stiftung Haus Kränholm verwaltet das Anwesen.